# Al momento giusto
Al momento giusto (znany również pod tytułem At the Right Moment) – włoski film komediowy; czas trwania 95 minut. Wszedł on na ekrany kin 27 października 2000 roku (premiera światowa).

## Twórcy filmu
- Reżyseria: Gaia Gorrini i Giorgio Panariello
- Scenariusz: Andrea Dal Monte, Giorgio Panariello, Carlo Pistarino
- Muzyka: Paolo Belli
- Zdjęcia: Paolo Carnera
- Muzyka: Paolo Belli
- Scenografia: Maurizio Marchitelli
- Producent: Vittorio Cecchi Gori

## Obsada
- Giorgio Panariello – Livio Perozzi
- Kasia Smutniak – Serena
- Luisa Corna – Lara
- Giovanni Cacioppo – Gaetano
- Carlo Pistarino – Pacini
- Evelina Gori – Nonna Caterina
- Athina Cenci – Direttrice Tele Luna
- Riccardo Garrone – Direttore TG
- Luca Calvani – Brad Klein